# 头工乡
头工乡，是中华人民共和国新疆维吾尔自治区昌吉回族自治州玛纳斯县下辖的一个乡镇级行政单位。

## 行政区划
头工乡下辖以下地区：
南园子村、楼南村、北园子村、上二工村、上三工村、头工村、王家庄村、杨家庄村、三工庙村、山丹户村、二工村、草滩村和腰庄村。